# National Hockey Association 1913–14

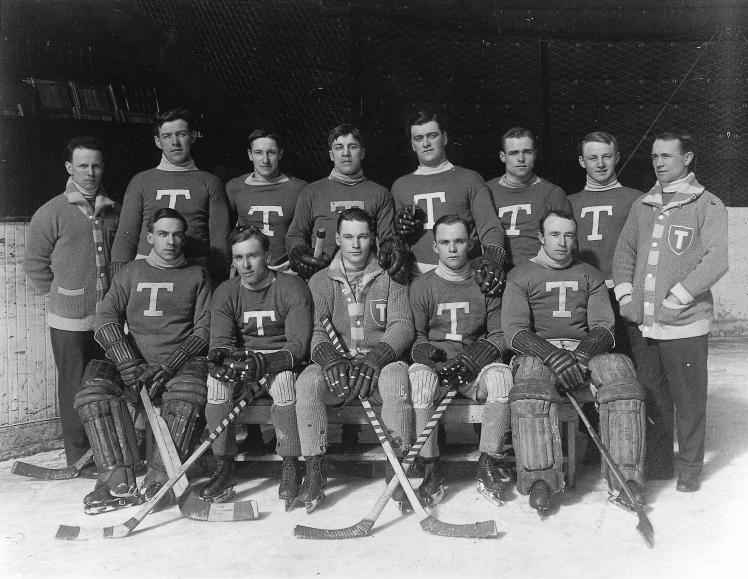
Toronto Blueshirts lag som vann Stanley Cup säsongen 1913–14. Översta raden: Dick Carroll, Con Corbeau, Roy McGiffin, Jack Marshall, George McNamara, Jack Walker, Cully Wilson, Frank Carroll. Främre raden: Claude Wilson, Frank Foyston, Scotty Davidson, Harry Cameron, Harry Holmes.

National Hockey Association 1913–14 var den femte säsongen av den professionella ishockeyligan National Hockey Association och spelades mellan 27 december 1913 och 11 mars 1914.

## Grundserie
De sex lagen i ligan spelade 20 matcher var och Toronto Blueshirts och Montreal Canadiens delade på förstaplatsen med 26 inspelade poäng var. Quebec Bulldogs center Tommy Smith vann poängligan med 39 mål och 6 assists för totalt 45 poäng på 20 matcher. Nio av målen gjorde Smith i en och samma match 21 januari 1914 mot Montreal Wanderers.
Toronto Blueshirts och Montreal Canadiens gjorde efter grundseriens slut upp i ett dubbelmöte om mästartiteln O'Brien Trophy och Stanley Cup. Toronto Blueshirts vann dubbelmötet med den sammanlagda målskillnaden 6-2. Därefter utmanades laget i Toronto av Victoria Aristocrats, mästarlaget från Pacific Coast Hockey Association, i en informell matchserie i bäst av fem matcher om Stanley Cup. Blueshirts vann i tre raka matcher mot Aristocrats med siffrorna 5-2, 6-5 och 2-1.

### Tabell
M = Matcher, V = Vinster, F = Förluster, O = Oavgjorda, GM = Gjorda mål, IM = Insläppta mål, P = Poäng
|                    | M  | V  | F  | O | GM  | IM  | P  |
| ------------------ | -- | -- | -- | - | --- | --- | -- |
| Toronto Blueshirts | 20 | 13 | 7  | 0 | 93  | 65  | 26 |
| Montreal Canadiens | 20 | 13 | 7  | 0 | 85  | 65  | 26 |
| Quebec Bulldogs    | 20 | 12 | 8  | 0 | 111 | 73  | 24 |
| Ottawa Senators    | 20 | 11 | 9  | 0 | 65  | 71  | 22 |
| Montreal Wanderers | 20 | 7  | 13 | 0 | 102 | 125 | 14 |
| Toronto Ontarios   | 20 | 4  | 16 | 0 | 61  | 118 | 8  |

### Målvaktsstatistik
M = Matcher, V = Vinster, F = Förluster, O = Oavgjorda, SM = Spelade minuter, IM = Insläppta mål, N = Hållna nollor, GIM = Genomsnitt insläppta mål per match
|                 | Lag        | M  | V  | F  | O | SM   | IM  | N | GIM   |
| --------------- | ---------- | -- | -- | -- | - | ---- | --- | - | ----- |
| Georges Vézina  | Canadiens  | 20 | 13 | 7  | 0 | 1222 | 64  | 1 | 3.14  |
| Harry Holmes    | Blueshirts | 20 | 13 | 7  | 0 | 1204 | 65  | 1 | 3.24  |
| Percy LeSueur   | Ottawa     | 13 | 6  | 6  | 0 | 773  | 42  | 1 | 3.26  |
| Paddy Moran     | Quebec     | 20 | 12 | 8  | 0 | 1225 | 73  | 1 | 3.58  |
| Clint Benedict  | Ottawa     | 9  | 5  | 3  | 0 | 474  | 29  | 0 | 3.67  |
| Billy Nicholson | Wanderers  | 11 | 4  | 5  | 0 | 544  | 41  | 0 | 4.52  |
| Sammy Hebert    | Ontarios   | 19 | 4  | 15 | 0 | 1160 | 108 | 0 | 5.59  |
| Alex Leblanc    | Wanderers  | 4  | 2  | 1  | 0 | 169  | 17  | 0 | 6.04  |
| George Warwick  | Wanderers  | 7  | 1  | 4  | 0 | 291  | 36  | 0 | 7.42  |
| Art Boyce       | Wanderers  | 4  | 0  | 3  | 0 | 220  | 31  | 0 | 8.45  |
| Jack Cross      | Ontarios   | 1  | 0  | 1  | 0 | 40   | 6   | 0 | 9.00  |
| Reg Rankin      | Ontarios   | 1  | 0  | 0  | 0 | 20   | 4   | 0 | 12.00 |
| Ernie Dubeau    | Canadiens  | 1  | 0  | 0  | 0 | 2    | 1   | 0 | 30.00 |

Statistik från hockey-reference.com och justsportsstats.com

### Poängligan
Utv. = Utvisningsminuter
|                 | Lag        | Matcher | Mål | Assists | Poäng | Utv. |
| --------------- | ---------- | ------- | --- | ------- | ----- | ---- |
| Tommy Smith     | Quebec     | 20      | 39  | 6       | 45    | 35   |
| Gordon Roberts  | Wanderers  | 20      | 31  | 13      | 44    | 15   |
| Harry Hyland    | Wanderers  | 18      | 30  | 12      | 42    | 18   |
| Scotty Davidson | Blueshirts | 20      | 23  | 13      | 36    | 64   |
| Jack Walker     | Blueshirts | 20      | 20  | 16      | 36    | 17   |
| Jack McDonald   | Ontarios   | 20      | 27  | 8       | 35    | 12   |
| Joe Malone      | Quebec     | 17      | 24  | 4       | 28    | 20   |
| Jack Darragh    | Ottawa     | 20      | 23  | 5       | 28    | 69   |
| Don Smith       | Canadiens  | 20      | 18  | 10      | 28    | 18   |
| Newsy Lalonde   | Canadiens  | 14      | 22  | 5       | 27    | 23   |

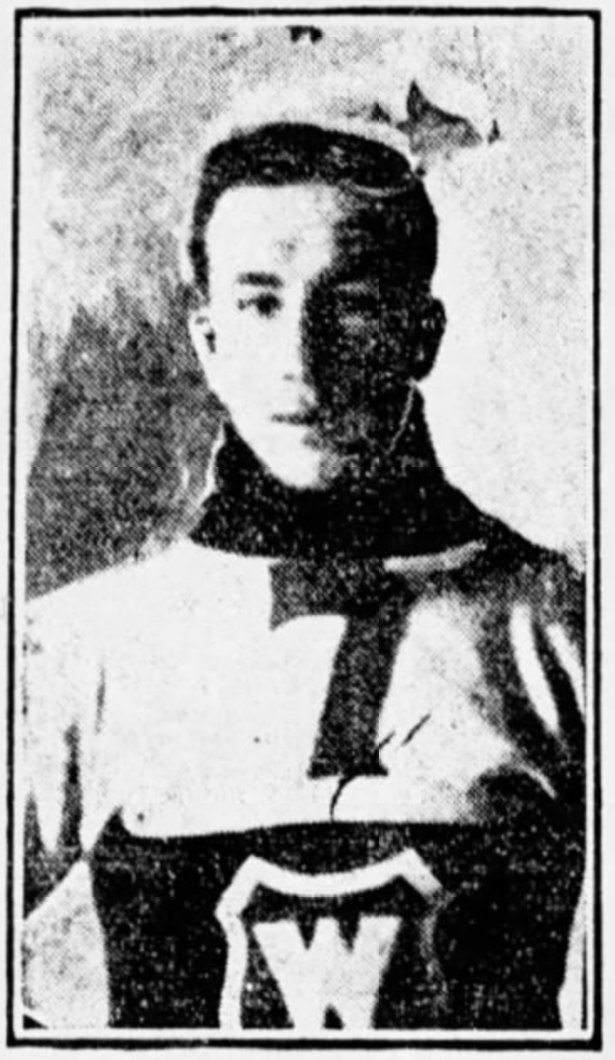
Harry Hyland, trea i poängligan.

Statistik från hockey-reference.com och nhl.com

## Slutspel
| Datum   | Vinnande lag       | Resultat | Förlorande lag     | Plats          |
| ------- | ------------------ | -------- | ------------------ | -------------- |
| 7 mars  | Montreal Canadiens | 2–0      | Toronto Blueshirts | Montreal Arena |
| 11 mars | Toronto Blueshirts | 6–0      | Montreal Canadiens | Arena Gardens  |

## Stanley Cup
ÖT = Övertid
| Datum   |                      | Mål |                    | Mål | Regler | Noter    |
| ------- | -------------------- | --- | ------------------ | --- | ------ | -------- |
| 14 mars | Victoria Aristocrats | 2   | Toronto Blueshirts | 5   | NHA    |          |
| 17 mars | Victoria Aristocrats | 5   | Toronto Blueshirts | 6   | PCHA   | ÖT 15:00 |
| 19 mars | Victoria Aristocrats | 1   | Toronto Blueshirts | 2   | NHA    |          |